# Tiergarten station
Tiergarten station är även en järnvägsstation för Berlins pendeltåg (S-bahn) som ligger i parken Tiergarten. Den öppnade år 1885 och trafikeras av linjerna S3, S5, S7 och S9. Den ligger på Berlins stadsbana, en järnvägslinje som går genom centrala staden.

## Bilder

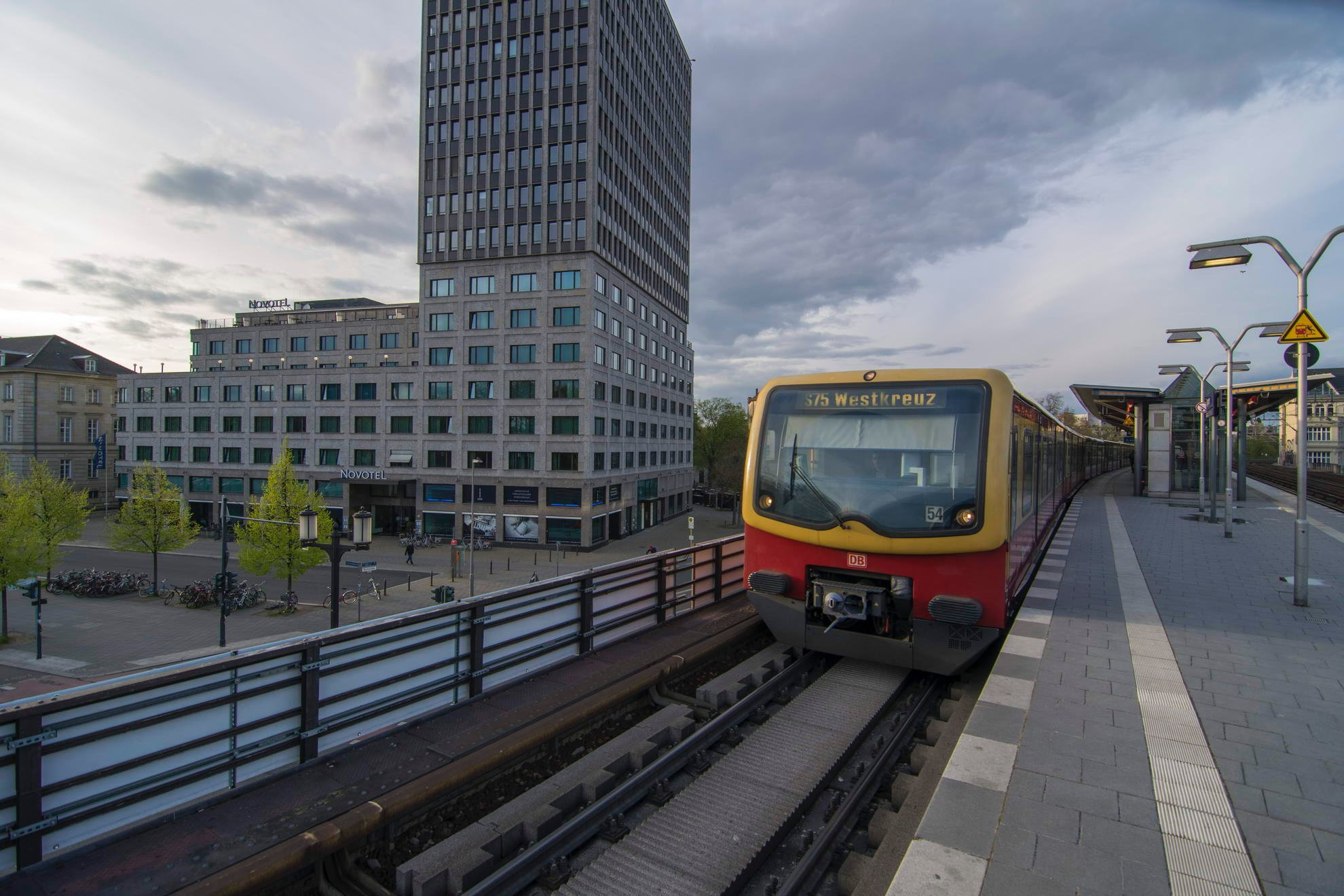
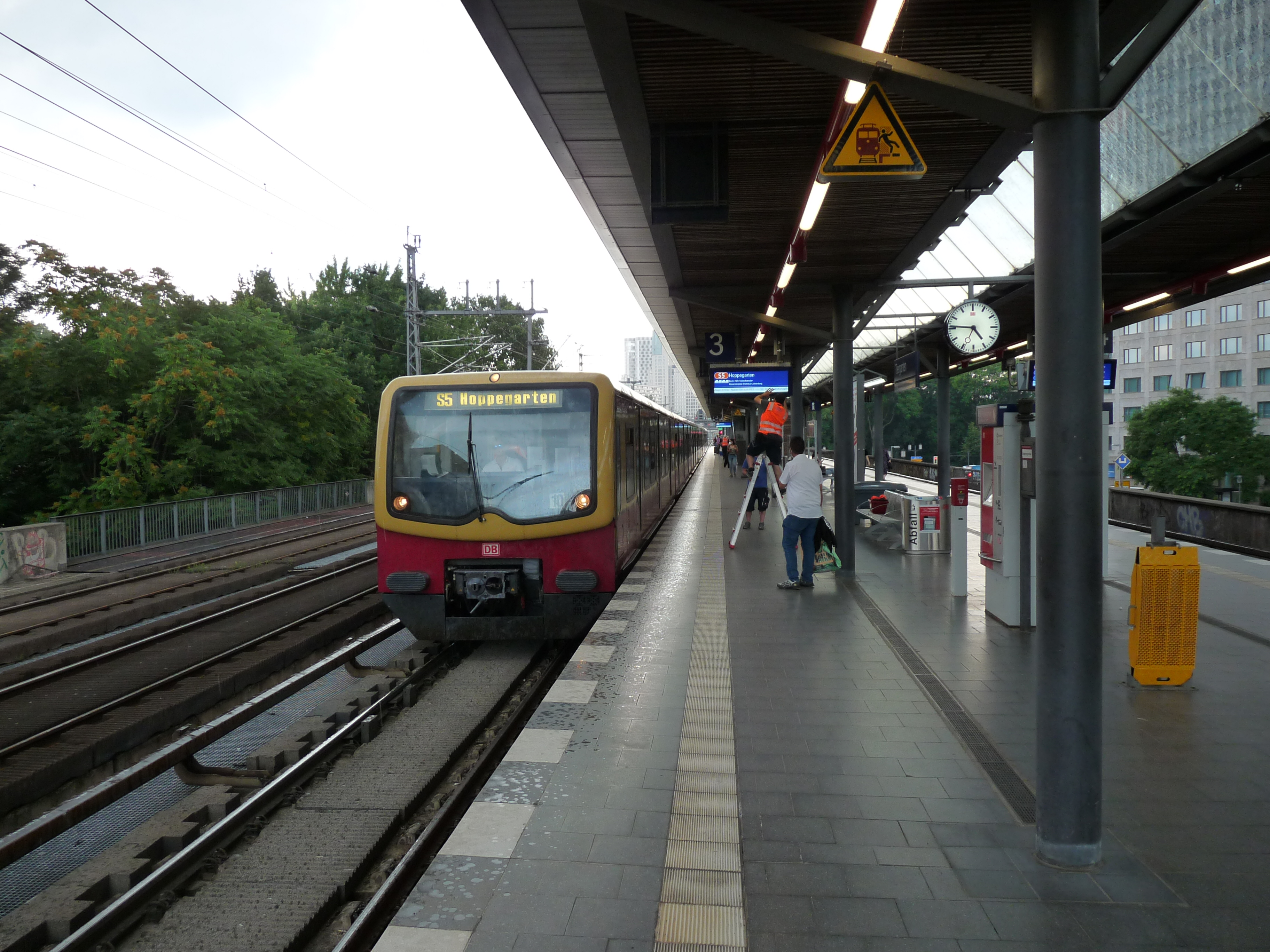
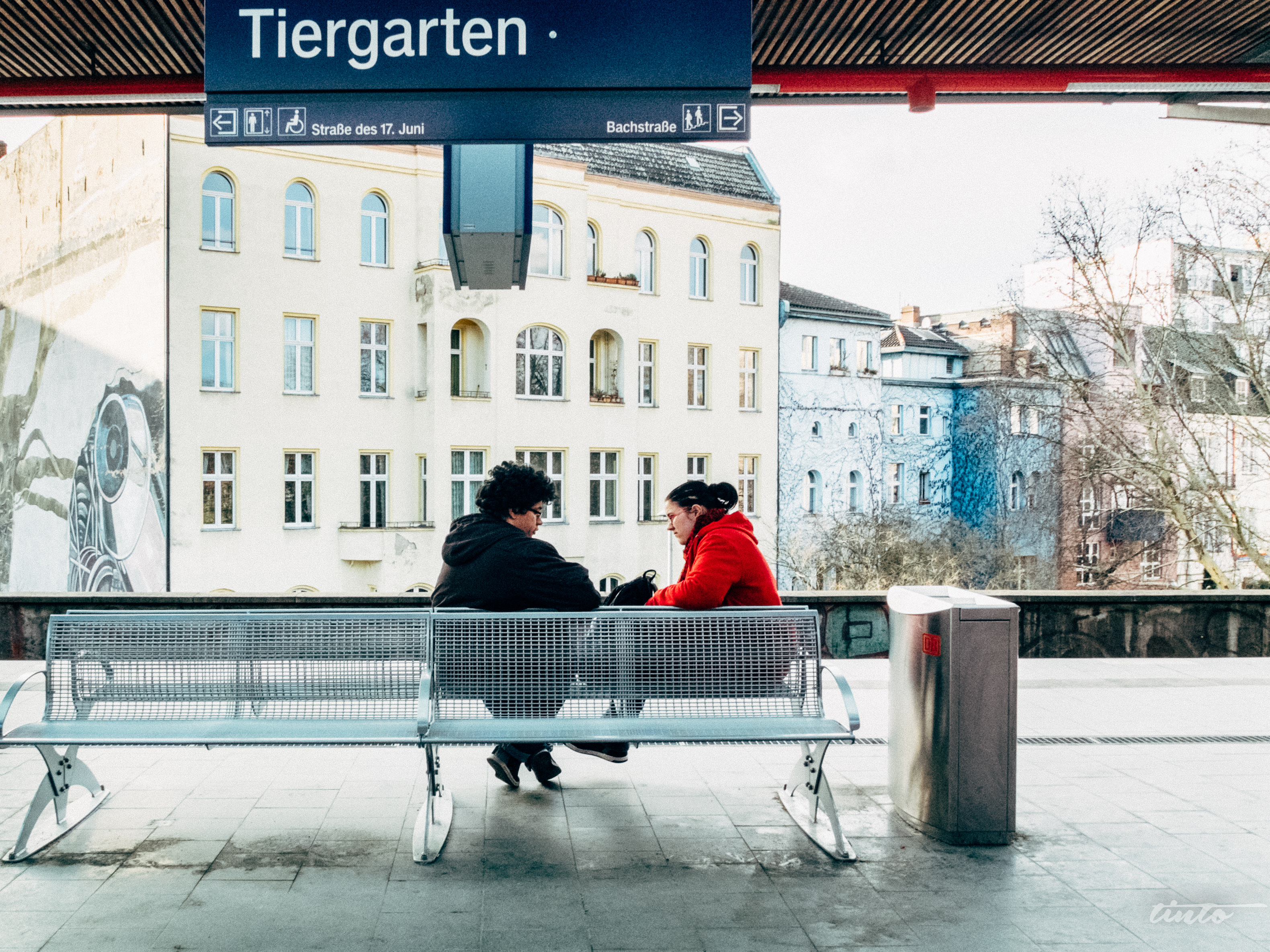
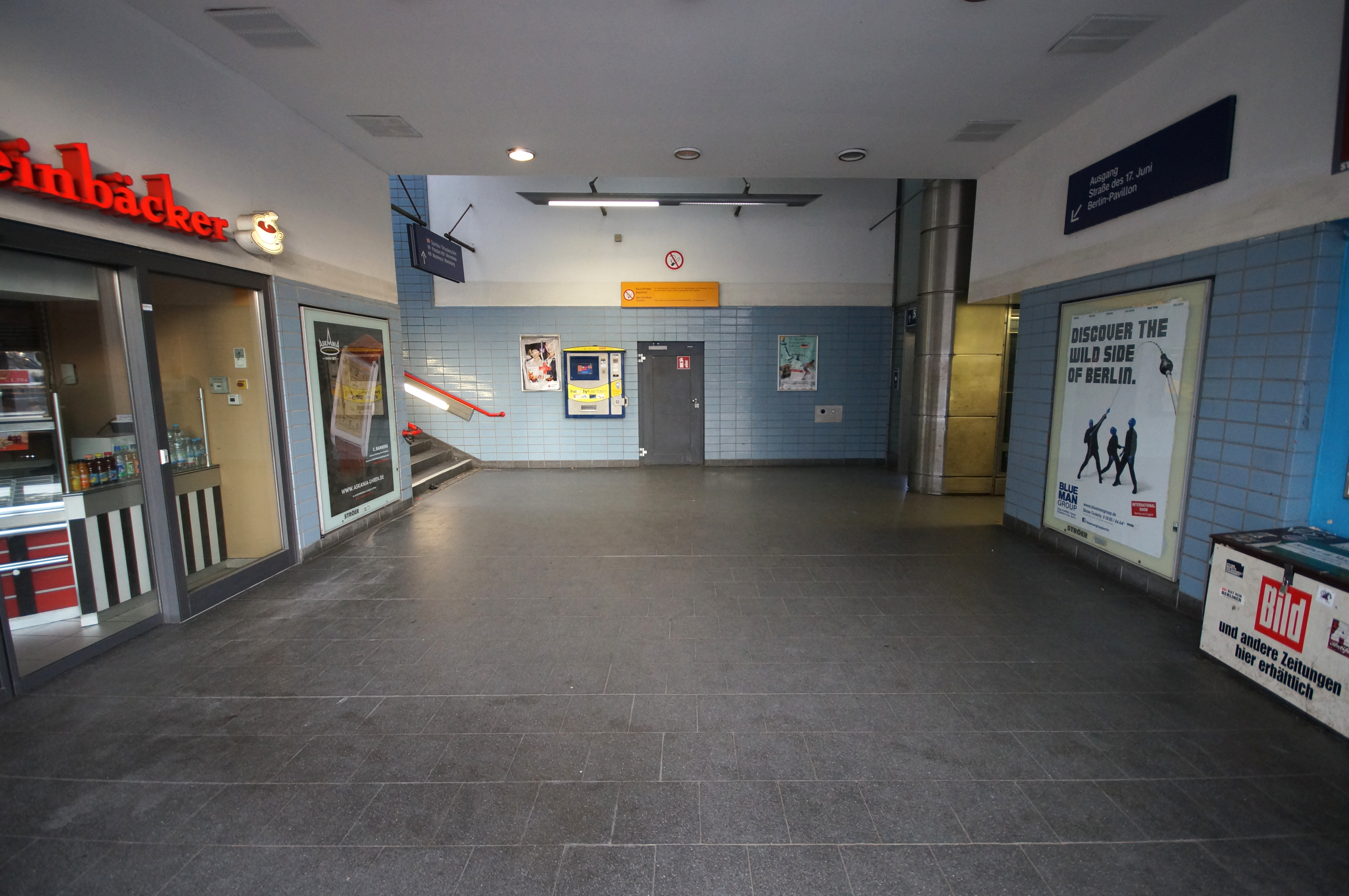